# ISO 9001
ISO 9001 (cách gọi tắt của ISO 9001:2015 - phiên bản mới nhất của tiêu chuẩn ISO 9001) là một tiêu chuẩn về Hệ thống quản lý chất lượng do Tổ chức Tiêu chuẩn hóa quốc tế phát triển và ban hành vào ngày 24 tháng 9 năm 2015  . Tiêu chuẩn này có tên đầy đủ là ISO 9001:2015 - Hệ thống quản lý chất lượng - Các yêu cầu. ISO 9001 đưa ra các yêu cầu được sử dụng như một khuôn khổ cho một Hệ thống quản lý chất lượng. Tiêu chuẩn này cũng được sử dụng cho việc đánh giá chứng nhận phù hợp với Hệ thống quản lý chất lượng của một tổ chức.

## Các phiên bản của ISO 9001
- ISO 9001:1987 Quality systems - Model for quality assurance in design/development, production, installation and servicing (Quản lý chất lượng - Mô hình đảm bảo chất lượng trong thiết kế/triển khai, sản xuất, lắp đặt và dịch vụ kỹ thuật).
- ISO 9001:1994 Quality systems - Model for quality assurance in design, development, production, installation and servicing (Tiêu chuẩn Việt Nam tương đương: TCVN ISO 9001:1996 Quản lý chất lượng - Mô hình đảm bảo chất lượng trong thiết kế, triển khai, sản xuất, lắp đặt và dịch vụ kỹ thuật).
- ISO 9001:2000 Quality management systems - Requirements (Tiêu chuẩn Việt Nam tương đương: TCVN ISO 9001:2000 Quản lý chất lượng - Các yêu cầu).
- ISO 9001:2008 Quality management systems - Requirements (Tiêu chuẩn Việt Nam tương đương: TCVN ISO 9001:2008 Quản lý chất lượng - Các yêu cầu). Đây là phiên bản hiện hành của ISO 9001.
- ISO 9001:2015 Quality managemeint systems - Requirements (Tiêu chuẩn Việt Nam tương đương: TCVN ISO 9001:2015 Quản lý chất lượng - Các yêu cầu). Đây là phiên bản mới nhất sẽ thay thế phiên bản hiện hành ISO 9001:2008 sẽ hết hạn vào tháng 9/2018.

## Nội dung của ISO 9001:2015
- Hệ thống quản lý chất lượng ISO 9001 gồm có 10 điều khoản:
- Lời giới thiệu

1. Phạm vi
2. Tài liệu viện dẫn
3. Thuật ngữ và định nghĩa
4. Bối cảnh của tổ chức
  1. Hiểu về bối cảnh của tổ chức
  2. Hiểu về nhu cầu và mong đợi của các bên hữu quan
  3. Xác định phạm vi của hệ thống quản lý chất lượng

4.4	Hệ thống quản lý chất lượng
1. Lãnh đạo
  1. Lãnh đạo & cam kết
  2. Chính sách
  3. Vai trò của tổ chức, trách nhiệm và quyền hạn
2. Hoạch định  
  1. Nhận biết rủi ro và cơ hội
  2. Mục tiêu chất lượng và kế hoạch để đạt được mục tiêu
  3. Hoạch định và kiểm soát sự thay đổi
3. Hỗ trợ  
  1. Nguồn lực  
    1. Khái quát
    2. Cơ sở hạ tầng và môi trường làm việc
    3. Giám sát và thiết bị đo
    4. Yêu cầu về kiến thức

  2. Năng lực
  3. Nhận thức
  4. Trao đổi thông tin
  5. Thông tin được tài liệu hóa  
    1. Khái quát
    2. Thiết lập và cập nhật
    3. Kiểm soát tài liệu hóa
4. Hoạt động  
  1. Kế hoạch hoạt động và kiểm soát
  2. Các tương tác với khách hàng và các bên liên quan  
    1. Xác định các yêu cầu của khách hàng liên quan đến sản phẩm
    2. Xem xét các yêu cầu liên quan đến sản phẩm
    3. Trao đổi thông tin với khách hàng

  3. Sự chuẩn bị sẵn sàng hoạt động
  4. Kiểm soát các quá trình hoặc sản phẩm bên ngoài
  5. Kiểm soát thiết kế  
    1. Định nghĩa
    2. Phân tích
    3. Áp dụng
    4. Thẩm tra & thẩm định
    5. Chuyển giao và hoạt động

  6. Áp dụng / ngoại lệ

8.6.1	Kiểm soát sản xuất và cung cấp dịch vụ  

8.6.2	Xác nhận giá trị sử dụng của các quá trình sản xuất và cung cấp dịch vụ  

8.6.3	Nhận biết và xác định nguồn gốc  

8.6.4	Theo dõi và đo lường sản phẩm  

8.6.5	Kiểm soát sản phẩm không phù hợp  

8.6.6	Kiểm soát tài sản bên ngoài  

8.6.7	Bảo toàn sản phẩm  

8.6.8	Các hoạt động sau giao hàng  

9	Đánh giá việc thực hiện  

9.1	Theo dõi, đo lường, phân tích và đánh giá  

9.1.1	Khái quát  

9.1.2	Sự hài lòng khách hàng  

9.1.3	Phân tích dữ liệu  

9.2	Đánh giá nội bộ  

9.3	Xem xét của lãnh đạo  

10	Cải tiến  

10.1	Sự không phù hợp và hành động khắc phục  

10.2	Cải tiến liên tục

## ISO 9001:2015
ISO 9001: 2015, Quality management system- Requirements (Hệ thống quản lý chất lượng- Các yêu cầu), là phiên bản thứ năm của tiêu chuẩn trong đó phiên bản đầu tiên được ban hành vào năm 1987 và đã trở thành chuẩn mực toàn cầu đảm bảo khả năng thỏa mãn các yêu cầu về chất lượng và nâng cao sự thỏa mãn của khách hàng trong các mối quan hệ nhà cung cấp-khách hàng.
Điểm cải tiến của ISO 9001:2015 so với các phiên bản cũ là việc tiếp cận tư duy dựa trên rủi ro (giúp tổ chức xác định các yếu tố có thể là nguyên nhân làm các quá trình và hệ thống quản lý của tổ chức chệch khỏi kết quả được hoạch định, đưa ra các kiểm soát phòng ngừa nhằm giảm thiểu tác động tiêu cực và tận dụng tối đa cơ hội khi nó xuất hiện)
Và việc thay đổi các nguyên tắc quản lý chất lượng, bao gồm:
- hướng vào khách hàng;
- sự lãnh đạo;
- sự tham gia của mọi người;
- tiếp cận theo quá trình;
- cải tiến;
- quyết định dựa trên bằng chứng;
- quản lý mối quan hệ.